# Felsőgyékényes
Felsőgyékényes románul: Jichișu de Sus, falu Romániában, Erdélyben, Kolozs megyében.

## Fekvése
Déstől 12 km-re, Alsógyékényestől délnyugatra, a 622 méter magas Magulice hegy aljában fekvő település.

## Nevének eredete
Előnevét magas fekvése magyarázza, megkülönböztetésül az alább fekvő Alsógyékényestől. Nevét az itteni Kakas-patak mentén termett sok gyékény után kapta. 1261-ben említette először oklevél mint Gekenust, majd 1379-ben Gyekenes néven, már mint falu volt említve. Nevének későbbi változatai: 1448-ban Feulsew-Gyekenes, 1536-ban Felső-Gyékényes, 1553-ban Felseu-Gekenes, 1609-ben Gyekenes, 1627-ben Felső-Gyikénes, 1831-ben Felső-Gyékényes, Rohrdorf, Gyikisu.

## Népessége
1603-ban összesen 8 lakosa volt ugyanennyi házban. 1713-ban 4 jobbágy, 3 zsellér lakosa volt 7 házban. 1831-ben összes lakossága 186, 1857-ben 54 házban 265 görögkatolikus román lakott. 1886-ban 371 lakosból 11 zsidó, a többi görögkatolikus. 1891-ben 444 lakosból 432 görögkatolikus, 2 református és 10 izraelita. 1910-ben 468 lakosából 462 román görögkatolikus, és 2 magyar volt.

## Története
Felső-Gyékényes kezdetektől fogva a Kecsetiek birtoka volt. 1435-ben Gyékényesi Antal, 1448-ban pedig Kecsethi István fia Péter birtoka volt. 1467-ben Mátyás király Kecseti Jánosnak és fiának, Gál deáknak szabadalomként adta, hogy itteni részükön katonák meg nem szállhatnak. 1468-ban ugyancsak Mátyás király Péterházi Máté itteni örökös nélkül maradt részének felét Tőke Bálintnak és Lászlónak adományozta. 1472-ben Kecseti Gál deák, rokonait Kodori Pápa fiait Pált, Lászlót, Andrást és Jánost itteni birtokába osztályos testvéreivé fogadta. 1475-ben Mátyás király Gál deák ugyancsak örökös nélkül maradt javait Endrédi Ficza Demeternek adományozta, aki azonban birtokába nem juthatott, 1476-ban a Kodoriak ama Geréb László ellenében itteni részükbe itéletíleg visszaiktattattak.
1518-ban Kodori János fia György és ennek fia Pál itteni birtokainak minden jogáról Bethleni Miklósnak és leányának Erzsébetnek Kecskeméti Patócsi Miklósnénak és fiainak Jánosnak és Farkasnak javára lemondott. 1553-ban Csicsóvár tartozéka, vajdája Marián, románok lakta falu. 1578-ban Patócsy Katalin Kendy Sándorné, Patócsy Erzsébet magyarói losonci Bánffy Boldizsárné és néhai Kecskeméti Patócsy Gáspár leánya Anna, akik e birtok felében megerősíttettek. Másik birtokosa a fejedelem. 1590-ben Báthory Zsigmond a Szamosújvárhoz tartozó itteni részt cegei Wass Györgynek adományozta. 1597-ben Báthory Zsigmond a hűtlenségbe esett Kendi Sándor itteni birtokát Tahy István nejének Kendy Zsuzsánnának adta. 1598-ban birtokosai: cegei Wass György özvegye Katalin és Tahy István. 1601-ben Tahy István itteni Báthory Zsigmondtól nyert részét nejére Kendy Zsuzsánnára hagyta. 1609-ben Wass Ferenc özvegye Bogáthy Druzsi (előbb Barcsai Andrásné) György fia számára, aki néhai Wass György unokája, atyai nagybátyja Wass Jánossal itteni birtokukon megosztoztak. 1612-ben a szamosujvári várnak itt két gyalogpuskása van: Darabant István és Miklós János. 1618-ban Haller György birtoka volt, aki itteni birtoka után egy puskást állitott ki a szemlére. 1624-ben Haller Zsigmond itteni részét testvérére Haller Istvánra hagyta, amely rendelkezését 1630-ban a fejedelem is megerősítette. 1627-ben pedig Bethlen Gábor Wass Jánost és Györgyöt is megerősítette itteni birtokrészeikben. 1651-ben II. Rákóczi György az itteni kincstári részt gyekei Wesselényi Boldizsár özvegyének losonci Bánffy Annának és gróf Csáky Istvánné Mindszenty Krisztinának adta zálogba, másik itteni birtokos cegei Wass György özvegye volt. 1682-ben Felsőgyékényes birtokosai Wass György és János voltak.
A trianoni békediktátum előtt Szolnok-Doboka vármegye Dési járásához tartozott.